# Championnats du monde de trampoline 1967
Navigation
Édition précédente Édition suivante
Les championnats du monde de trampoline 1967, quatrième édition des championnats du monde de trampoline, ont eu lieu le 17 juin 1967 à Londres, au Royaume-Uni.

## Podiums
| Épreuves              | Or                                                | Argent                                        | Bronze                                   |
| --------------------- | ------------------------------------------------- | --------------------------------------------- | ---------------------------------------- |
| Hommes                |                                                   |                                               |                                          |
| Trampoline individuel | Dave Jacobs                                       | David Curtis                                  | Michael Williams                         |
| Synchro               | Allemagne de l'Ouest Hartmut Riehler Kurt Treiter | Suisse Kurt Hohener Rolf Maurer               | Afrique du Sud Ron Abbott Ian Mcnaughton |
| Femmes                |                                                   |                                               |                                          |
| Trampoline individuel | Judy Wills                                        | Nancy Smith                                   | Charlene Paletz                          |
| Synchro               | États-Unis Judy Wills Nancy Smith                 | Allemagne de l'Ouest Ute Czech Agathe Jarosch | Royaume-Uni Sue Vine Wendy Coulton       |

## Tableau des médailles
| Rang | Nation               | Or | Argent | Bronze | Total |
| ---- | -------------------- | -- | ------ | ------ | ----- |
| 1    | États-Unis           | 3  | 1      | 0      | 4     |
| 2    | Allemagne de l'Ouest | 1  | 1      | 0      | 2     |
| 3    | Royaume-Uni          | 0  | 1      | 2      | 3     |
| 4    | Suisse               | 0  | 1      | 0      | 1     |
| 5    | Afrique du Sud       | 0  | 0      | 2      | 2     |